# Mandy Eißing
Mandy Eißing (* 31. August 1976 in Altenburg) ist eine deutsche Politikerin (Die Linke). 

## Leben
Nach ihrem Realschulabschluss 1993 schloss Eißing 1996 die Ausbildung als Friseurgesellin ab, als die sie bis 2009 tätig war. Von 2009 bis 2017 war sie Wahlkreismitarbeiterin Frank Tempels und seit 2017 lokale Assistentin sowie Büroleiterin Martin Schirdewans.
Seit 2009 fungierte Mandy Eißing als Stadträtin in Altenburg und war seit 2014 Mitglied des Kreistags Altenburger Land. Innerhalb der Linkspartei ist sie unter anderem seit 2015 Mitglied des Parteirats und seit 2017 dortiges Präsidiumsmitglied. 
Seit 2009 ist sie Vorstandsmitglied des Kreisjugendrings Altenburger Land, war zwischen 2019 und 2023 Vorstandsmitglied der Rosa-Luxemburg-Stiftung Thüringen und ist Mitglied des Aktionsbündnis Demokratie und Solidarität Altenburger Land.
Eißing ist verheiratet und Mutter zweier Kinder.
Bei der Bundestagswahl 2025 kandidierte sie im Wahlkreis 194 und zog über Platz 3 der thüringischen Landesliste ihrer Partei in den 21. Deutschen Bundestag ein. Sie ist ordentliches Mitglied im Ausschuss für Bildung, Familie, Senioren, Frauen und Jugend und stellvertretendes Mitglied im Innenausschuss. Für ihre Fraktion ist sie Sprecherin für Familienpolitik, Sprecherin für Senior*innenpolitik und Sprecherin für Bürgerschaftliches Engagement.